# Корнинська селищна територіальна громада
Корнинська селищна територіальна громада — територіальна громада в Україні, в Житомирському районі Житомирської області. Адміністративний центр — селище Корнин.

## Площа та населення
У 2018 році площа громади становила 240,39 км², кількість населення — 5 747 мешканців
Станом на 2020 рік, площа території — 240,3 км², кількість населення — 5 465 осіб.

## Населені пункти
До складу громади входять 10 населених пунктів — 2 селища (Корнин, Корнинське) та 8 сіл: Білки, Королівка, Лисівка, Лучин, Мишерине, Мохначка, Сущанка, Турбівка.

## Історія
Утворена 7 вересня 2015 року шляхом об'єднання Корнинської селищної ради та Лисівської, Лучинської, Сущанської, Турбівської сільських рад Попільнянського району Житомирської області.
2 червня 2017 року внаслідок добровільного приєднання до громади приєдналася Білківська сільська рада.
Склад громади затверджено розпорядженням Кабінету Міністрів України № 711-р від 12 червня 2020 року «Про визначення адміністративних центрів та затвердження територій територіальних громад Житомирської області».
Відповідно до постанови Верховної Ради України від 17 червня 2020 року «Про утворення та ліквідацію районів», громада увійшла до складу новоствореного Житомирського району Житомирської області.